# 藤原公重 (藤原通季の子)
藤原 公重（ふじわら の きんしげ、元永元年（1118年） - 治承2年（1178年）9月）は、平安時代後期の貴族・歌人。藤原北家閑院流、権中納言・藤原通季の次男。左大臣・徳大寺実能の養子。官位は正四位下・左近衛少将。梢少将と号す。

## 経歴
大治3年（1128年）父の通季が没したため、叔父の藤原実能の養子となる。
鳥羽院政期初頭の大治5年（1130年）紀伊守に任ぜられると、最勝寺五大堂造進の功により重任宣旨を受け、保延3年（1137年）まで8年に亘ってこれを務めた。侍従・右兵衛佐を経て、康治3年（1144年）左近衛少将に任ぜられるが、翌天養2年（1145年）正月に少将を止められてしまう。この頃、女性問題により正月の叙位に漏れたとの噂があり、少将辞任もこの問題に関係したものか。その後、仁平元年（1151年）頃に従四位下、保元元年（1156年）従四位上、永万元年（1165年）正四位下と昇進するが、官職に就いた形跡はなく、長く散位であったと見られる。
治承2年（1178年）9月に卒去。享年61。

## 人物
歌人として活躍し、永暦元年（1160年）藤原清輔家歌合に参加したほか、治承三十六人歌合では登蓮と並べられる。また、歌人としての佐藤義清（西行）を初めて鳥羽上皇に紹介したとも言われている。
和歌作品が『詞花和歌集』（1首）以下の勅撰和歌集に6首が入首している。家集に『風情集』がある。家集には600余首が採録されているが、恋歌以外の他人への贈答歌は藤原顕広（俊成）・藤原重家・平忠盛らに送った数首だけで、しかも返歌は顕広と忠盛の2首に過ぎない。また、恋歌の相手からの返歌は全く書き留められていない。この贈答歌の少なさから、公重の非社交的な性格が窺われる。

## 官歴
- 時期不詳：従五位下
- 大治5年（1130年） 正月28日：紀伊守[6]。12月26日：紀伊守重任宣旨（最勝寺五大堂造進功）[6]
- 保延2年（1136年） 12月13日：見鳥羽院殿上人[7]
- 保延3年（1137年） 正月20日：見侍従[6]。正月30日：兼右兵衛佐[6]。日付不詳：見紀伊守[8]
- 康治元年（1142年） 正月5日：正五位下[9]。7月12日：恐懼（土御門殿方違御幸不供奉）[9]
- 康治3年（1144年） 正月24日?：左近衛少将、元右兵衛佐[10]
- 天養2年（1145年） 正月26日?：止少将[10]
- 仁平元年（1151年）頃：従四位下[11]
- 保元元年（1156年） 正月6日：従四位上[12]
- 永万元年（1165年） 7月26日：正四位下[13]
- 治承元年（1177年） 10月28日：見前少将[14]
- 治承2年（1178年） 9月：卒去[15]

## 系譜
『尊卑分脈』による。
- 父：藤原通季
- 母：藤原忠教の娘
- 養父：徳大寺実能
- 妻：藤原定信の娘
  - 男子：藤原実仲
- 妻：中原師遠の娘
  - 男子：公源
- 妻：藤原忠基の娘
  - 男子：藤原実信
- 生母不詳の子女
  - 男子：藤原実基
  - 男子：藤原実重
  - 男子：禅性
  - 女子：高倉院女房帥局、斎宮功子母